# Gecinulus
Gecinulus är ett fågelsläkte i familjen hackspettar inom ordningen hackspettartade fåglar med tre arter som alla tre förekommer i Sydostasien:
- Blekhuvad hackspett (G. grantia)
- Bambuspett (G. viridis)
- Olivryggig hackspett (G. rafflesi)

Olivryggig hackspett betraktades fram tills nyligen helt okontroversiellt vara en del av flamspettarna i Dinopium, med det svenska trivialnamnet olivryggig flamspett. Genetiska studier visar dock att arten, trots avvikande utseende, istället är systerart till de två hackspettsarterna i Gecinulus. 